# Escudo de Tudanca (Cantabria)
El escudo de Tudanca es el único símbolo del municipio español de Tudanca en Cantabria, ya que carece de bandera oficial.
Dicho escudo queda organizado de la manera siguiente: escudo cortado: 1.º, partido: a) de verde, la Casona de Tudanca al natural, y b) de oro, una cabeza bovina en alusión a la raza de ganado bovino originaria de este valle. 2.º, de plata, una basna al natural. Va timbrado con la corona real española.
|                    |
| Casona de Tudanca. |

|               |
| Vaca tudanca. |

|        |
| Basna. |

El escudo fue adoptado en sesión plenaria celebrada por el ayuntamiento siendo autorizado por el Consejo de Gobierno de Cantabria el día 18 de abril de 1991, previo informe favorable emitido por la Real Academia de la Historia.